# Autobusna linija br. 262 u Zagrebu
Linija 262 (Dubec – Sesvete – Planina Donja) prigradska je autobusna linija u Zagrebu.
Prometuje svaki dan na trasi: Dubec – ul. Dubrava – Zagrebačka cesta – Ninska – (smjer B: Zagrebačka cesta lijevo) – Bistrička ulica – Kašinska cesta – Vugrovečka cesta – Zlatarska ulica – Glavna cesta – Prigorska ulica – Kučilovečka cesta – Zagrebačka ulica – Planinarska ulica – Planinska ulica – Planina Donja. Između Dupca i Sesveta ne staje na usputna stajališta.
Povezuje naselja Planina Donja, Kučilovina, Kašinska Sopnica, Prekvršje, Đurđekovec i Markovo Polje s željezničkim kolodvorom Sesvete te direktno nastavlja putovanje do tramvajsko-autobusnog terminala Dubec.

## Vanjske poveznice
- Vozni red linije 262

1. ↑  Datoteke u GTFS formatu. zet.hr. Pristupljeno 5. lipnja 2025. - Sadrži informacije tijela javne vlasti u skladu s Otvorenom dozvolom